# Thalictrum orientale
Thalictrum orientale är en ranunkelväxtart som beskrevs av Pierre Edmond Boissier. Thalictrum orientale ingår i släktet rutor, och familjen ranunkelväxter. Inga underarter finns listade i Catalogue of Life.